# Утаґава Кунійосі

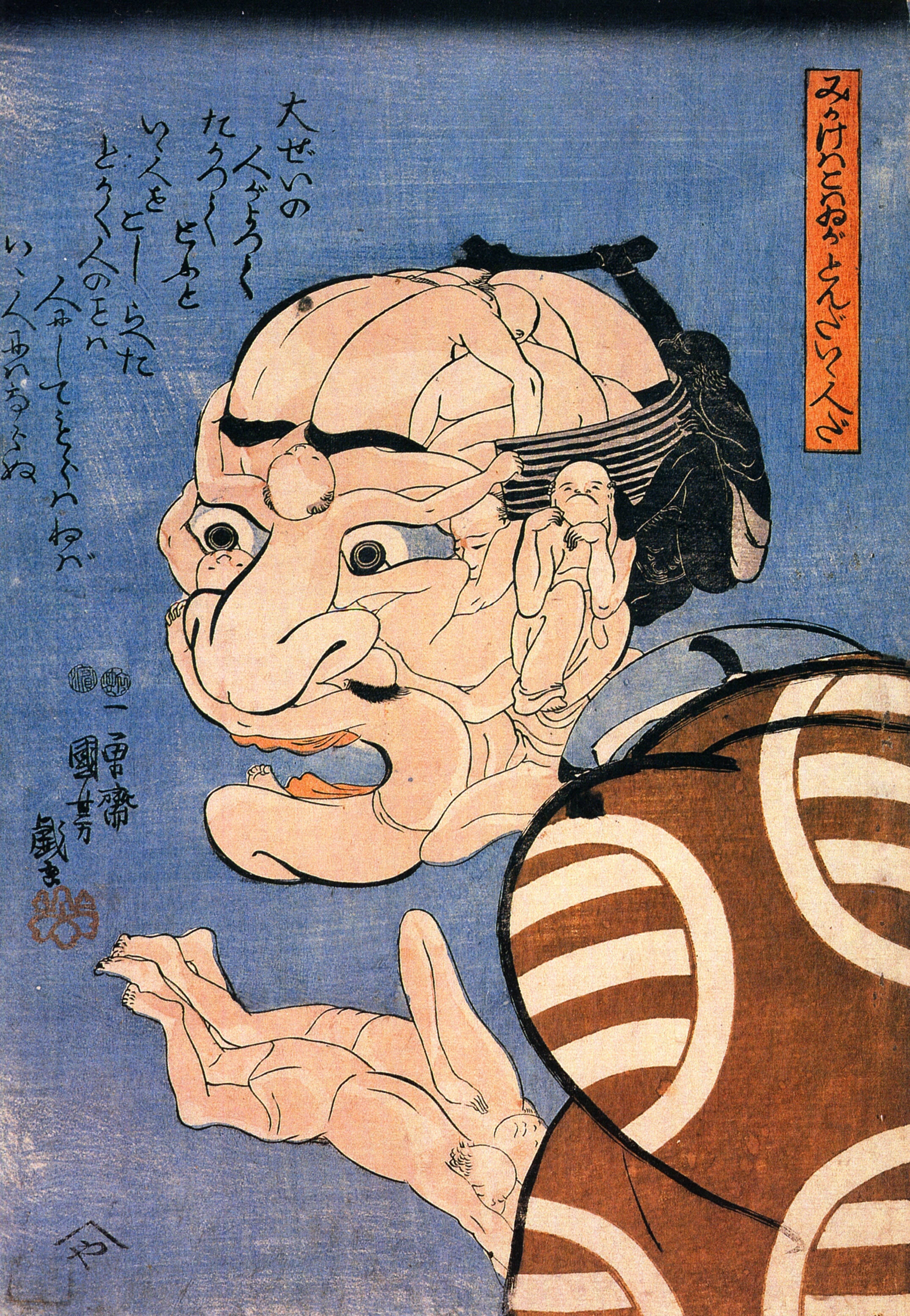
"На вигляд страшний, але добрий чоловік". (гравюра Утаґави Кунійосі)

Утаґава Кунійосі (яп. 歌川国芳, *1 січня 1798 — 14 квітня 1861) — японський художник у стилі укійо-е наприкінці епохи Едо. Був сучасником відомих митців Кацусіки Хокусая і Утаґави Хіросіґе, яким поступався у популярності за життя. Переоцінка особи і робіт Кунійосі мала місце у другій половині ХХ століття. Його називають «Дивакуватим художником». Його учнями були Утаґава Йосііку, Утаґава Йосіцуя.

## Відомі картини
| |
| Двобій Отаке Торо Міцукуні з величезним кістяком, яким керує жінка-демон Такі-яся («Старий імператорський палац Сома»). |
| |
| Змагання між Кадзівара Каґесуе і Сасакі Такацуна за першість у бою («Битва при Удзікава»).                              |
| |
| Привиди Тайра но Томоморі і його воякі ціляться на Мінамото но Йосіцуне у бухті Омоноура.                               |
| |
| Нуе (японська химера), що спускається на імператорський палац на чорній хмарі («Тайба (Кінець)»)                        |